# Ковтунівська сільська рада (Шосткинський район)
Ковту́нівська сільська́ ра́да — колишній орган місцевого самоврядування в Шосткинському районі Сумської області. Адміністративний центр — село Ковтунове.

## Загальні відомості
- Ковтунівська сільська рада утворена 17 грудня 1986 року.
- Населення ради: 791 особа (станом на 2001 рік)

## Населені пункти
Сільській раді були підпорядковані населені пункти:
- с. Ковтунове
- с. Богданка
- с. Чорні Лози

## Склад ради
Рада складалася з 12 депутатів та голови.
- Голова ради: Стрюк Ніна Іванівна
- Секретар ради: Руденко Лідія Михайлівна

### Керівний склад попередніх скликань
| Прізвище, ім'я, по батькові | Основні відомості                                                 | Дата обрання | Дата звільнення |
| --------------------------- | ----------------------------------------------------------------- | ------------ | --------------- |
| Стрюк Ніна Іванівна         | Сільський голова, 1958 року народження, позапартійна              | 26.03.2006   | 31.10.2010      |
| Шаблій Анатолій Григорович  | Сільський голова, 1964 року народження, освіта вища, безпартійний | 31.10.2010   | 25.10.2015      |

Примітка: таблиця складена за даними сайту Верховної Ради України

## Населення
Згідно з переписом УРСР 1989 року чисельність наявного населення сільської ради становила 893 особи, з яких 425 чоловіків та 468 жінок.
За переписом населення України 2001 року в сільській раді мешкало 785 осіб.

### Мова
Розподіл населення за рідною мовою за даними перепису 2001 року:
| Мова       | Відсоток |
| ---------- | -------- |
| українська | 95,58 %  |
| російська  | 4,30 %   |
| молдовська | 0,13 %   |